# 否定
数理論理学において否定 (ひてい、英: Negation) とは、命題の真と偽を反転する論理演算である。否定は英語で Not であるが、Invert とも言われ論理演算ではインバージョン（Inversion）、論理回路では Not回路やインバータ回路（Inverter）とも呼ばれ入力に対して出力が反転する。
命題 P に対する否定を ¬P, P, !P などと書いて、「P でない」とか「P の否定」、「P 以外の場合」などと読む。このような形をした命題を否定命題（negative proposition）という。証明においては否定の導入により否定命題は導かれる。
命題 P の否定は含意 → と矛盾 ⊥ を用いた命題 P → ⊥ として定義されることもある（擬補元も参照）。

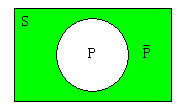
ベン図による論理否定（NOT）

## 例
- 「私の身長は 160 cm 以上である」

の命題の否定は、
- 「私の身長は 160 cm 未満である」

である。

## 性質
他の論理演算と違い、対象となる命題が一つという事から、単項演算であることがわかる。
- ド・モルガンの法則

### 真理値表
否定の真理値表
| 命題 P | ¬P |
| ------ | -- |
| 真     | 偽 |
| 偽     | 真 |

## 表記法

### 論理学
命題 p の否定は、以下のように複数の表記がなされる。
| 表記法                     | 読み方                        |
| -------------------------- | ----------------------------- |
| ¬p                         | ノットp、 p の否定、 p でない |
| −p                         | pバー                         |
| ~p                         | ノットp、 チルダp             |
| {\displaystyle p'\!}       | p プライム                    |
| {\displaystyle {\bar {p}}} | p バー、 バー p               |
| {\displaystyle !p\!}       | ノットp、 bang p              |

### 電子工学
Aの否定は、{\displaystyle {\overline {A}}}　と書く。

### プログラミング言語
C言語などでは! で表され、
if (!z) ;
のように使用される。
また、ビット単位の否定は~で表され
y = ~x;
のように使用される。
VBScriptではNotで表され、
z = Not x
のように使用される。
Perlでは、!やnotで表され、
if (!$f) {}
if (not $f) {}
のように使用される。
Schemeでは、notで表され、
(not s)
(map not (map odd? lst))
のように使用される。

## 全否定と部分否定
ある対象に関する命題で、対象すべてに関する否定を全否定、一部に関する否定を部分否定という。これらは、述語論理において、次のように表現される。
全否定
∀ x ¬ A(x)　「すべての x について、「A(x) でない」」あるいは「絶対に A(x) ではない」
すべての x に対して、命題 A(x) の否定を主張する命題。
部分否定
¬ ∀ x A(x)　「「すべての x について A(x)」というわけではない」あるいは「必ずしも A(x) ではない」
「すべての x に対して命題 A(x) が真である」という命題を否定する命題。
これらは、述語論理に関するド・モルガンの法則によって、次のように書き換えることができる。
全否定
∀ x ¬ A(x) = ¬ ∃ x A(x)
部分否定
¬ ∀ x A(x) = ∃ x ¬ A(x)
つまり、全否定「すべての x について、「P(x) でない」」は、「「ある x について P(x)」ということはない」と言い換えることができ、部分否定「「すべての x について P(x)」というわけではない」は、「ある x については「P(x) ではない」」と言い換えることができる。
全否定命題の否定は部分肯定、部分否定命題の否定は全肯定である。

## その他の論理的否定
否定をさらに他の観念と組み合わせて考えることもできる。可能性「～でありうる」、必然性「～にちがいない」などを論理学の枠組として扱うのが様相論理学であり、ここではそれらに対する否定が基本的法則（公理）として必要とされる。
例えば意味としては（言語形式上とは異なる）
- 「〜しなければならない（命令）」の否定は「〜しなくてよい（免除）」
- 「〜であるにちがいない」の否定は「〜でないかもしれない」
- 「〜してよい（許可）」の否定は「〜してはならない（禁止）」
- 「〜であるかもしれない」の否定は「〜でないにちがいない」

と考えられる。様相論理は一般には古典論理に必然性演算子 {\displaystyle \Box } と可能性演算子 {\displaystyle \Diamond } を導入して形式化され、「可能性演算子つきの命題」{\displaystyle \Diamond A} は、「命題の否定に必然性演算子をつけた命題の否定」{\displaystyle \lnot \Box \lnot A} として定義される。例えば「「彼がそれをしていないに違いない」というわけではない」は、「彼がそれをした可能性がある」と同値である。

## 自然言語における否定
自然言語において、否定は極性表現の一種である。否定を表す言語表現は文否定と構成素否定に分けられる。
文否定は、英語や日本語の
- I do not have a pen.
- 私はペンを持っていない。

のように、述語に否定標識を付与することによって否定命題を表現する方法である。
構成素否定は、英語の
- I have no pens.

のように、述語以外の構成素に否定標識を付与することで否定命題を表現する方法である。日本語では「ない袖を振る」のように修飾語を否定しても否定文にはならない（「袖を振らない」の意味にはならない）。
文否定も構成素否定も、どちらもほぼ同じ意味を表すことができるが、文否定の方が一般的である。

### 語形変化による否定表現
述語の形を変化させることで否定を表す。例えば日本語の動詞の否定では否定の接尾辞が用いられ、ペルシャ語では接頭辞が使われる。
他の屈折要素と融合している場合もある。例えばナナイ語では否定節で特別な時制標識を用いる。
一般には文法的な法の一種として「否定法」とされる。
また否定形が肯定形と全く異なる形態をしている場合もある。例えば日本語「ある」-「ない」など（文語体や関西弁は「あらず」、「あらへん」という否定形を使う）。
日本語では動詞に対しては未然形に助動詞「ない」・「ぬ」が接続した形で否定する。「ない」・「ぬ」は独立性のない接尾辞と考えるのが適切である（助詞「は」が介入した場合「*書か-は-ない」でなく「書き-は-しない」と言う）。一方形容詞・形容動詞の否定には「ない」を使うが、これは学校文法では助動詞でなく補助形容詞と呼び、「赤く-は-ない」というように独立性があり、またこの「ない」には本来の意味が残っている（「ない」を肯定形の「ある」に入れ替え「赤くはある」とすることもできる）。
このほか、動詞や形容詞を単独に否定することができず「…であるということはない」のように文（節）を否定する言語もある。
言語における否定で注意すべき点として、否定を他の法観念（可能・必然・許可・義務など、話者の判断が介入する）と組み合わせた場合には、意味的な否定（論理的否定）と形式的な否定が一致しない場合もある。意味的な否定は上記の様相論理学における否定として扱うことができ、例えば許可「…してよい」の意味的否定は不許可＝禁止「…してはならない」、義務「…しなければならない」の意味的否定は否定の許可「…しなくてよい」である。しかし英語で must not は「…してはならない」または｢…はありえない｣を表す。つまり not によって、助動詞（あるいは文自体）を否定する（外部否定）のではなく、動詞不定詞を否定するのだ（内部否定）と考えるべきである。それに対し cannot は can の否定（不可能「…できない」または「…はありえない」：外部否定）と考えてよい。may not は場合によって意味が異なり、禁止「…してはならない」（must not とほぼ同じ意味；ただし発話で not を強調すると「…しなくてよい」の意味にもなる）、または否定の可能（不可能ではない）「…でないかもしれない」になる。
上記のような明らかな否定語以外にも、意味的に否定に近い語・表現もある。英語でいえば、"only～"(文脈による)、"few"、"scarcely"などがある。これらに相当する日本語表現では「～しかない」「ほとんど～ない」「滅多に～ない」と否定を明示することが多い。

### さまざまな否定
時制・アスペクト・ムードなどによって、異なる否定の不変化詞や接辞を用いる言語もある。例えば、否定の命令文（禁止）に否定平叙文と別の手段を使う言語や、存在の否定に特別の方法を持っている言語は数多くある。

### 否定表現の歴史的変化
いくつかの言語で否定表現が歴史的に、次のような一定の傾向で変化することが知られており、発見者イェスペルセンに因みイェスペルセン周期と呼ばれる。
1. 否定は否定標識で表される。
2. 否定標識が弱化し、強調の副詞が付け加えられる。
3. 強調の副詞が義務化（強調の意義は希薄化）して否定副詞に変化し、否定は2語で表されるようになる。
4. 否定標識と副詞が離れている場合には、否定は否定副詞で表され、元来の否定標識は任意になる。否定標識と副詞が隣接する場合には、否定標識と副詞が融合する。
5. 否定は否定副詞（または融合形）だけで表される。
6. 否定副詞（または融合形）が否定標識として使われる。
7. 1に戻る。

これが典型的に見られるのはフランス語である。現代文語では本来の否定詞neと、本来は強調のために追加された副詞pasで動詞句をはさむ。しかし口語ではneを省略しpasだけで否定を表すのが普通である。つまり現代フランス語は3から5の段階にある（フランス語の否定文参照）。英語の否定詞not、ドイツ語のnichtなどは、元来は否定標識と強調の副詞の融合形であり、つまり5段階にある。
またこの他にも、否定の強調表現が通常の否定表現として用いられるようになった例は多くの言語で見られる。例えば英語の「do not 動詞」構文（古くは動詞の後にnotを付けるだけでよかった）、近畿方言の助動詞「へん」（「･･･はせぬ」から転じた）など。

## 道徳における否定
日常生活で用いられる否定は論理としては異なり、結論だけを言い争う誹謗中傷となっている、
論証が存在しないために、
相手を言い負かす目的で中傷する、
詭弁と化してしまう、
結論だけを言うのみで、
なぜそういう結論に至ったか？
答えが暴力的であったり、
相手に危害を加える内容が多い、
論理の形成なしで相手の悪口を言うため、
哲学においての「否定」は正当な論証が必要不可欠で、
こちらは算術とは異なる否定である。